# Absecon
Absecon é uma cidade localizada no estado americano de Nova Jérsei, no Condado de Atlantic.

## Demografia
Segundo o censo americano de 2000, a sua população era de 7638 habitantes.
Em 2006, foi estimada uma população de 8065, um aumento de 427 (5.6%).

## Geografia
De acordo com o United States Census Bureau tem uma área de
17,9 km², dos quais 14,8 km² cobertos por terra e 3,1 km² cobertos por água.

## Localidades na vizinhança
O diagrama seguinte representa as localidades num raio de 12 km ao redor de Absecon.